# مشروع سلام للتواصل الحضاري
مشروع سلام للتواصل الحضاري، هو مشروع وطني سعودي ذو صبغة عالمية، يسعى لنشر ثقافة التواصل الحضاري والتركيز على المشتركات الإنسانية والثقافية بين شعوب العالم. تأسس بقرار مجلس الوزراء السعودي في 26 أكتوبر 2015م، وهو مشروع يواكب رؤية السعودية 2030، من خلال محوري ”وطن طموح، ومجتمع حيوي“، عبر رصد واقع الصورة الذهنية للمملكة، وإبراز مظاهر التعايش والتسامح.

## المهام
يمثل مشروع سلام بوابة سعودية نحو العالم ومنصة للحوار والتواصل المفتوح والتفاهم الإيجابي بين السعوديين وغيرهم من المجتمعات، وفي سبيل ذلك فهو يسعى لوضع منطلقات أساسية في تعزيز التواصل الحضاري بين الثقافات، وتقوية الروابط التي تجمع بين الشعوب، وقياس مؤشِّرات اتجاهات الصورة الذهنية عن المملكة عالمياً، بالإضافة إلى احترام ثقافات الشعوب الأخرى وأنماط حياتها ومعتقداتها. كما يسعى المشروع لتبادل الأفكار ومناقشة الآراء بشفافية وموضوعية، ويعمل على تنشئة القيادات الشابة، وصقل معارفهم وتشجيع مواهبهم ليكونوا مؤهلين للتواصل الحضاري مع العالم، وتمثيل المملكة في المحافل الدولية الشبابية. أيضا يقع ضمن مهام المشروع إقامة الفعاليات والأنشطة التي تجمع شباب المملكة وشاباتها مع نظرائهم من الدول الأخرى، للتعارف فيما بينهم، وطرح صورة حضارية للمملكة بشكل مباشر.
1. ↑  "مشروع "سلام للتواصل الحضاري" يجتمع مع الجهات المشاركة بالرياض غدًا". صحيفة سبق الإلكترونية. مؤرشف من الأصل في 2019-12-13. اطلع عليه بتاريخ 2019-09-03.
2. ↑  "تفاصيل مشروع سلام للتواصل الحضاري في المملكة | المرسال". مؤرشف من الأصل في 2020-01-10. اطلع عليه بتاريخ 2019-09-03.
3. ↑  "مشروع سلام للتواصل الحضاري". www.alarabiya.net. مؤرشف من الأصل في 2019-12-13. اطلع عليه بتاريخ 2019-09-03.